# Synthecium brucei
Synthecium brucei är en nässeldjursart som beskrevs av Vervoort och Watson 2003. Synthecium brucei ingår i släktet Synthecium och familjen Syntheciidae. Inga underarter finns listade i Catalogue of Life.